# Ozarba timida
Ozarba timida là một loài bướm đêm trong họ Noctuidae.